# Hydromorphus
Hydromorphus är ett släkte av ormar som ingår i familjen snokar. Släktet tillhör underfamiljen Dipsadinae som ibland listas som familj.
Vuxna exemplar är med en längd upp till 75 cm små ormar. De förekommer i Centralamerika och norra Sydamerika. Honor lägger antagligen ägg. För övrigt är inget känt om levnadssättet.
Arter enligt Catalogue of Life och The Reptile Database:
- Hydromorphus concolor, från Guatemala till Colombia
- Hydromorphus dunni, lever i Panama